# Biegowiec świerkowy
Biegowiec świerkowy (Clytus lama) – gatunek chrząszcza z rodziny kózkowatych i podrodziny kózkowych (Cerambycinae). Zamieszkuje europejskie, stare lasy iglaste, głównie górskie. Larwy są saproksylofagami związanymi z drzewami iglastymi. Owady dorosłe odwiedzają różne kwiaty selerowatych. W Czerwonej księdze gatunków zagrożonych IUCN ma status gatunku najmniejszej troski.

## Opis
Chrząszcz o ciele długości od 8 do 14 mm, ubarwionym czarno z wzorem z żółtawych przepasek. Czułki, w przeciwieństwie do biegowca osowatego, nie są rozszerzone w częściach wierzchołkowych, a ich ubarwienie zwykle jest jednolite, jaśniej lub ciemniej brązowoczerwone.  Długie i sterczące włoski porastają przedplecze i nasadową część pokryw. Przedplecze ma równomiernie wyokrąglone boki i największą szerokość osiąga pośrodku długości. Powierzchnia pokryw jest matowa wskutek gęstego punktowania. Za nasadą pokryw punkty są bardzo wyraźne i mają średnice większe niż odległości między nimi lub im równe. Spośród żółtych plam pokryw pierwsza położona za barkami jest mała, poprzeczna i ustawiona trochę skośnie względem szwu, a ostatnia zajmuje wierzchołek pokryw. Odnóża są masywne, czarne z brązowoczerwonymi goleniami i stopami.

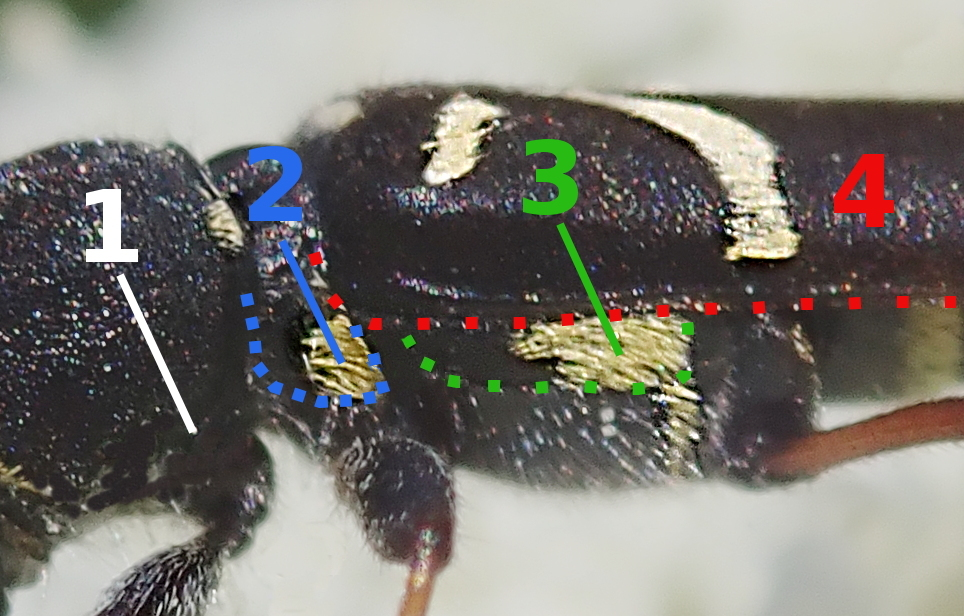
Widok z boku z zaznaczonymi cechami charakterystycznymi. 1: brak żółtawej plamki na przednich biodrach, 2: skośna plama na epimerze śródpiersia, 3: żółtawe owłosienie tylko w tylnej części epimery zapiersia, 4: kształt krawędzi pokrywy
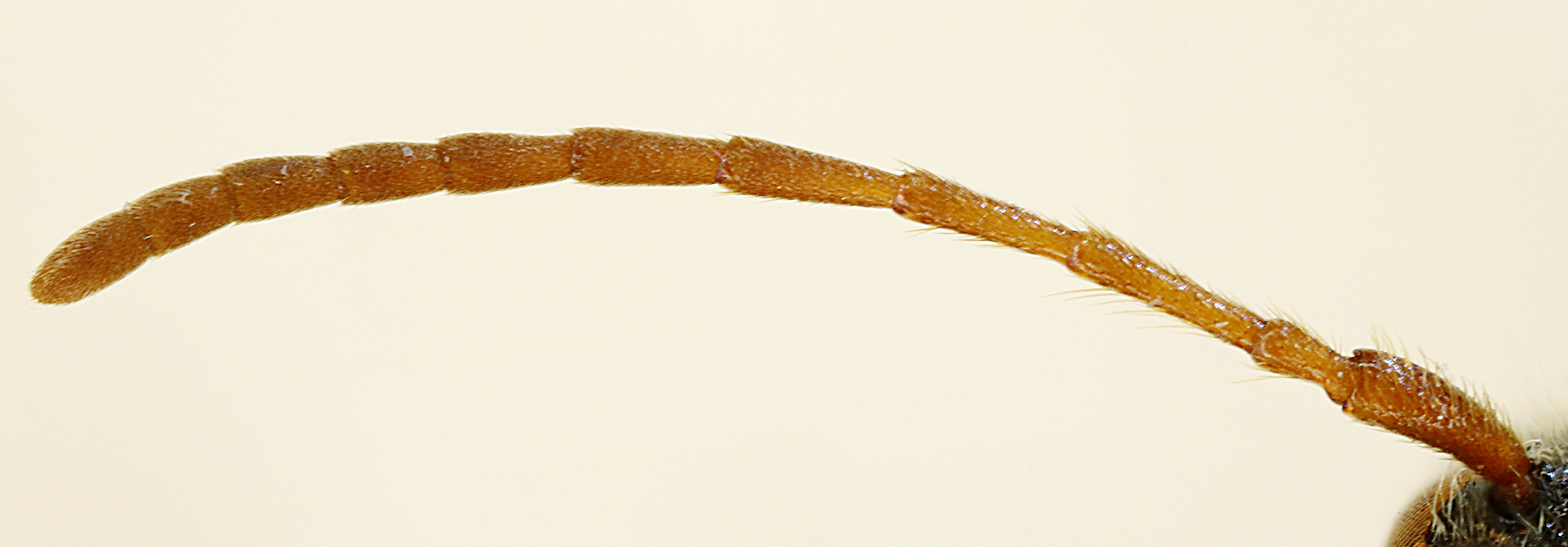
Czułek
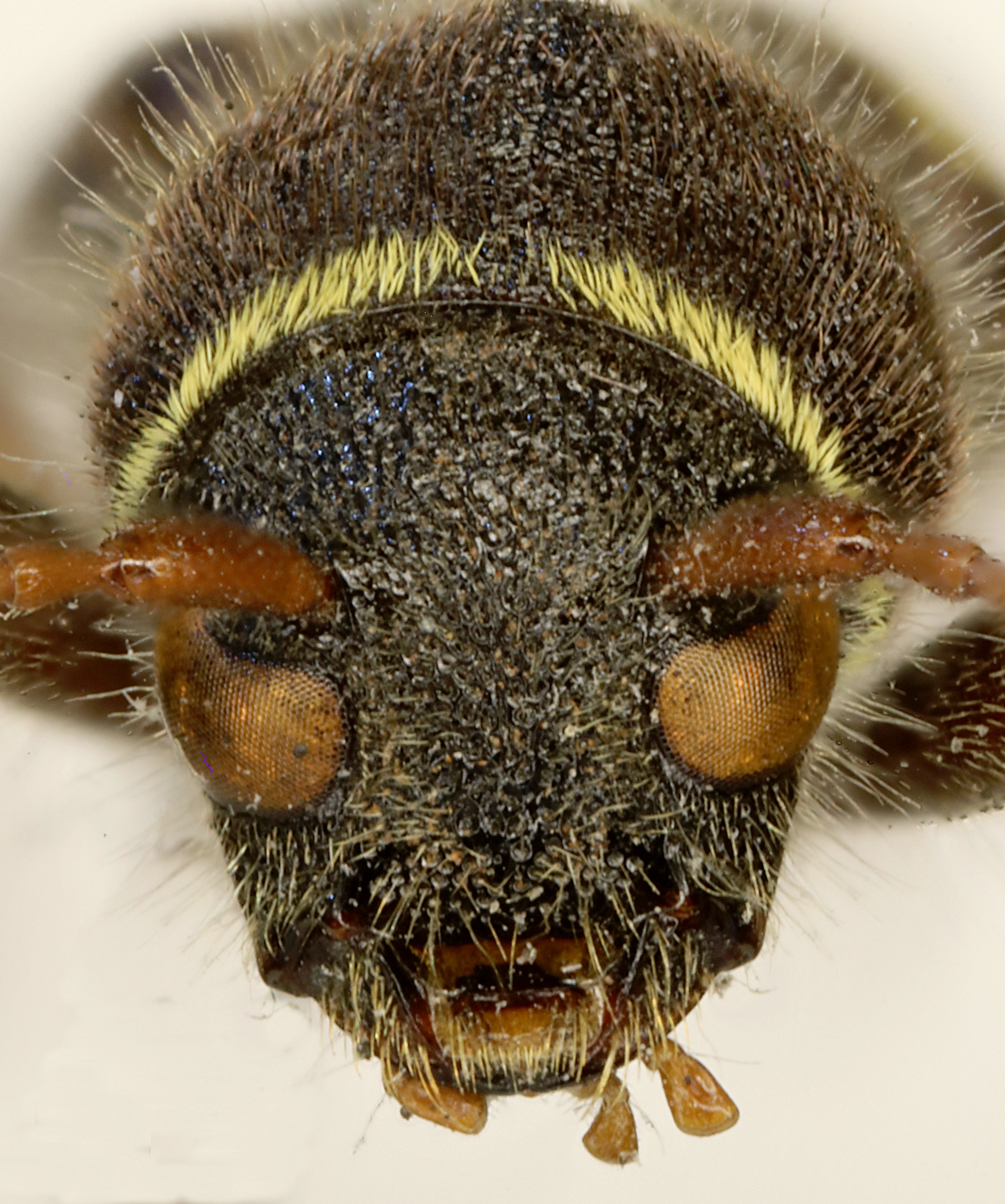
Widok głowy od przodu
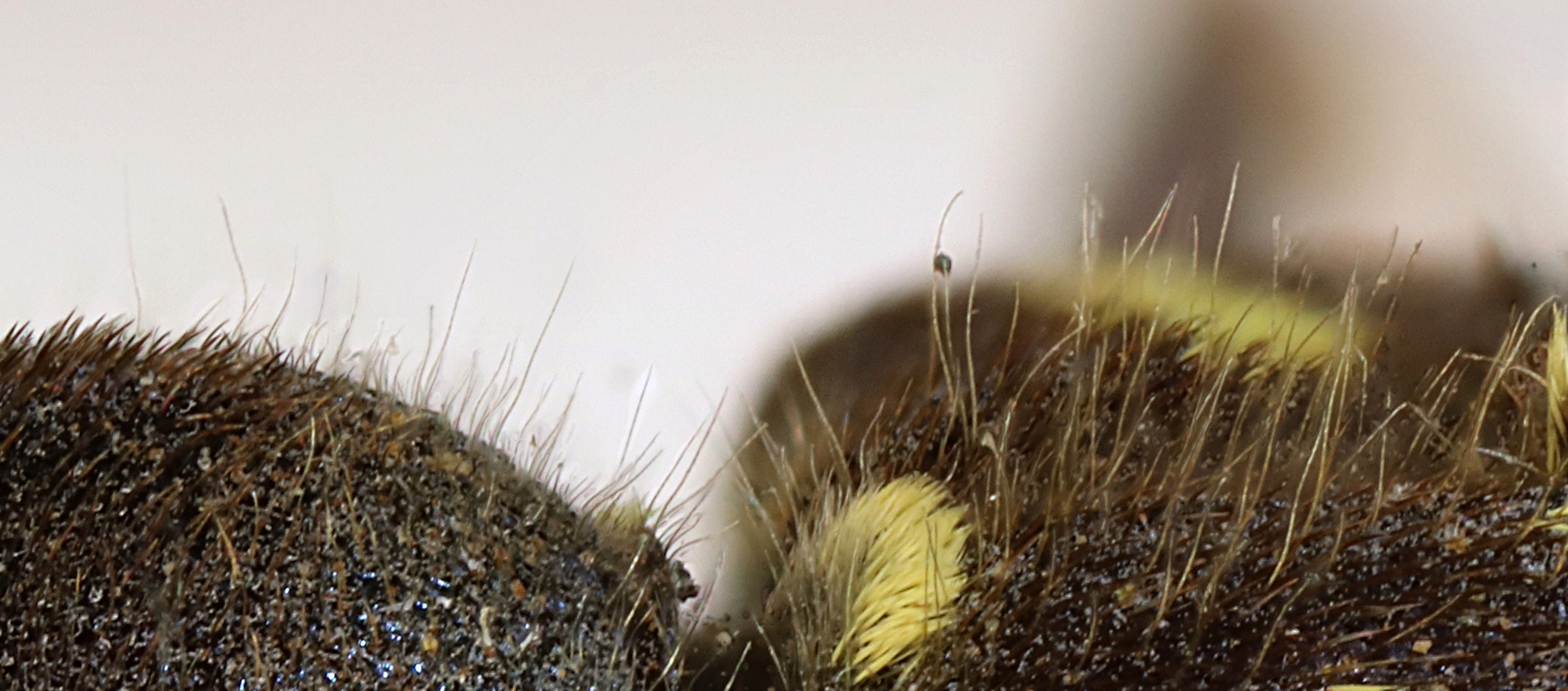
Widoczne owłosienie przedplecza i nasady pokryw
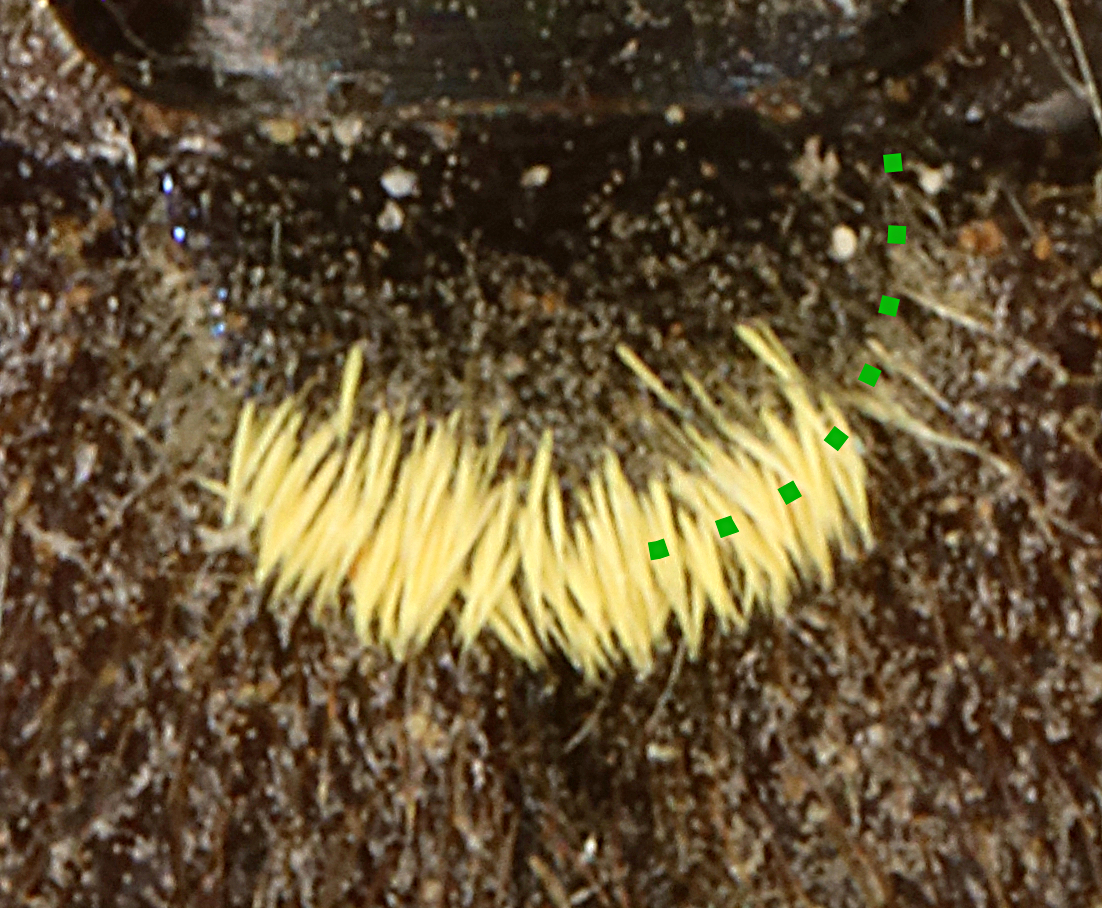
Owłosienie tarczki
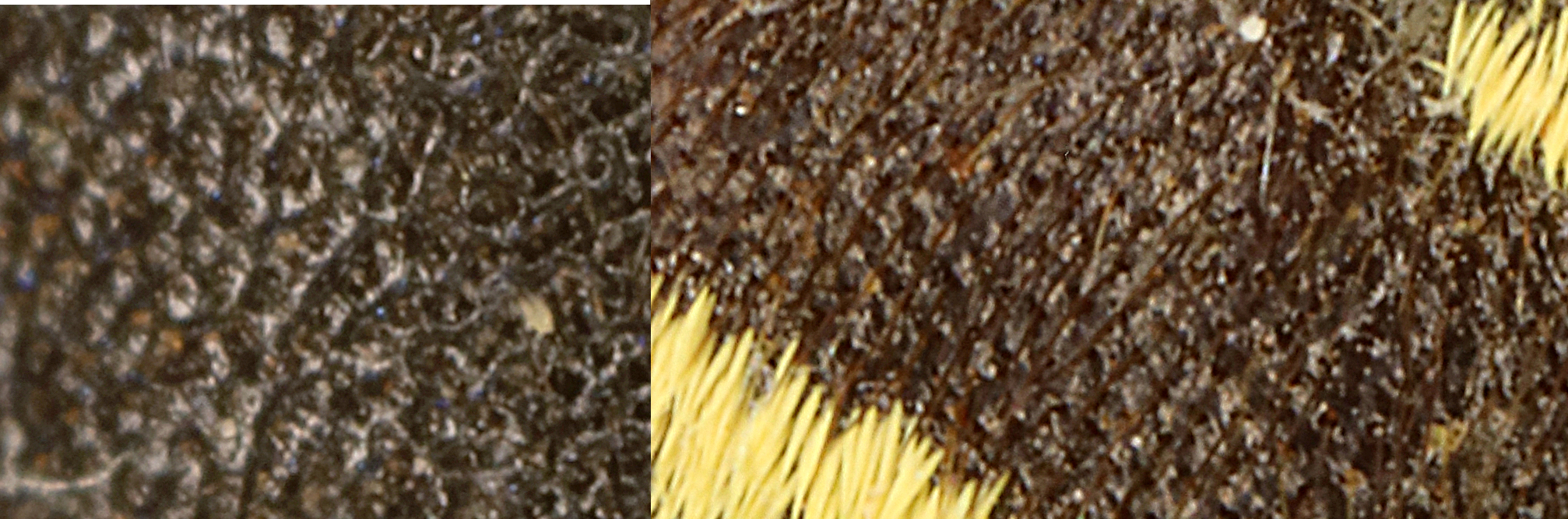
Punktowanie przedplecza (po lewej) i nasady pokryw (po prawej)
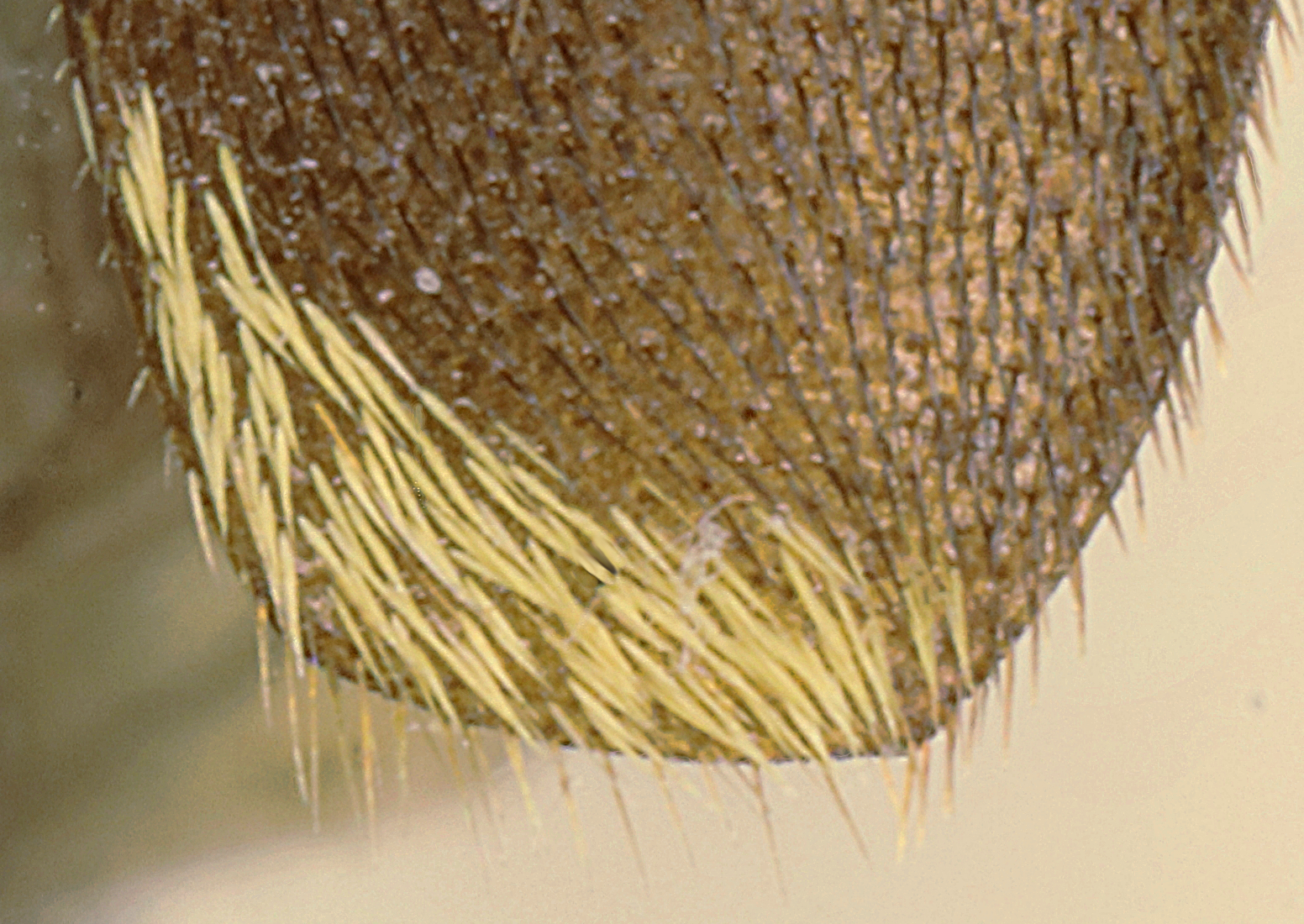
Wierzchołek pokrywy

Larwy mają ciało smukłe, krótko i gęsto oszczecinione, osiągające do 20 mm długości i do 5 mm szerokości. Biała głowa ma boki ku tyłowi lekko rozbieżne, wskutek czego najszersza jest blisko prostej krawędzi tylnej; wyposażona jest w jedną parę oczu larwalnych. Czułki mają drugi człon 1,4 raza dłuższy niż szeroki, a trzeci człon dwukrotnie dłuższy niż szeroki. Na gładkich policzkach wyróżnić można po jednym rządku silnych, choć krótkich szczecinek. Za oczami pigmentacja policzków ma postać małych, brązowożółtych kropek lub brak jej wcale. Podgębie ma przednią krawędź nieregularnie pomarszczoną. Brązowa gula może mieć różne proporcje, od silnie poprzecznej do silnie wydłużonej. Poprzeczna warga górna zaopatrzona jest w krótkie szczecinki peryferyjne i jasną sklerotyzację nasadową. Szczęki mają wyraźne wyrostki boczne dźwigaczy głaszczków szczękowych, natomiast wyrostek boczny pierwszego członu owych głaszczków jest krótki i często niewyraźny. Głaszczki wargowe budują dwa człony, z których pierwszy jest niemal kwadratowy i krótszy od języczka. Odnóża są całkowicie zanikłe. Długość przetchlinek na tułowiu co najmniej dwukrotnie przekracza długość pierwszej pary przetchlinek odwłokowych.

## Biologia i ekologia
Biegowiec ten związany jest głównie z lasami iglastymi na terenach górzystych, w których to dociera do górnej granicy lasu. Ogólnie notowany był na rzędnych od 100 do 1800 m n.p.m., ale we Włoszech dochodzi tylko do 700 m n.p.m. Zamieszkuje drzewostany stare, zarówno o charakterze naturalnym jak i gospodarczym. Bywa spotykany także w ogrodach. Owady dorosłe latają od czerwca do lipca. Obserwuje się je na materiale lęgowym oraz na kwiatach roślin z rodziny selerowatych, np. świerząbkach i trybulach.
Gatunek obligatoryjnie saproksylofagiczny. Do roślin żywicielskich larw należą świerki, jodły i modrzewie, ale preferowane są te pierwsze. Wybierane są drzewa osłabione, niedawno powalone oraz ich nieokorowane pniaki. Najpierw larwy tworzą chodniki między martwą korą, a martwym drewnem, a następnie wdrążają się w drewno. Cykl życiowy zwykle trwa dwa lata. Ostatnie zimowanie odbywa wyrośnięta larwa. Przepoczwarczenie następuje wiosną w komorze poczwarkowej utworzonej w bielu.

## Rozprzestrzenienie
Owad palearktyczny, o rozsiedleniu europejskim. Znany z Francji, Niemiec, Szwajcarii, Liechtensteinu, Austrii, kontynentalnych Włoch, Polski, Czech, Słowacji, Węgier, Białorusi, południowo-zachodniej Ukrainy, Rumunii, Bułgarii, Słowenii, Chorwacji, Bośni i Hercegowiny, Czarnogóry, Serbii i Grecji.
We Włoszech jest owadem częstym w Alpach, a ponadto mającym dwie populacje w środkowej części kraju. We Francji nie jest rzadki, ale jego populacje nie należą do liczebnych. Za pospolitego uchodzi w Czechach i na Słowacji. Rzadki jest natomiast na Węgrzech i Ukrainie. W Polsce występuje głównie w południowej części kraju, ale spotykany jest również poza rejonami górskimi i podgórskimi, np. w Puszczy Kozienickiej i Puszczy Pilickiej.

## Zagrożenie
Gatunek ten umieszczony jest w Czerwonej księdze gatunków zagrożonych Międzynarodowej Unii Ochrony Przyrody ze statusem najmniejszej troski (LC). Ogólny trend populacji nie jest znany, ale w Rumunii ocenia się go na spadkowy. W tymże kraju w szczególności zagraża działalność ludzka prowadzona w starych drzewostanach iglastych.